# Opération Hestia

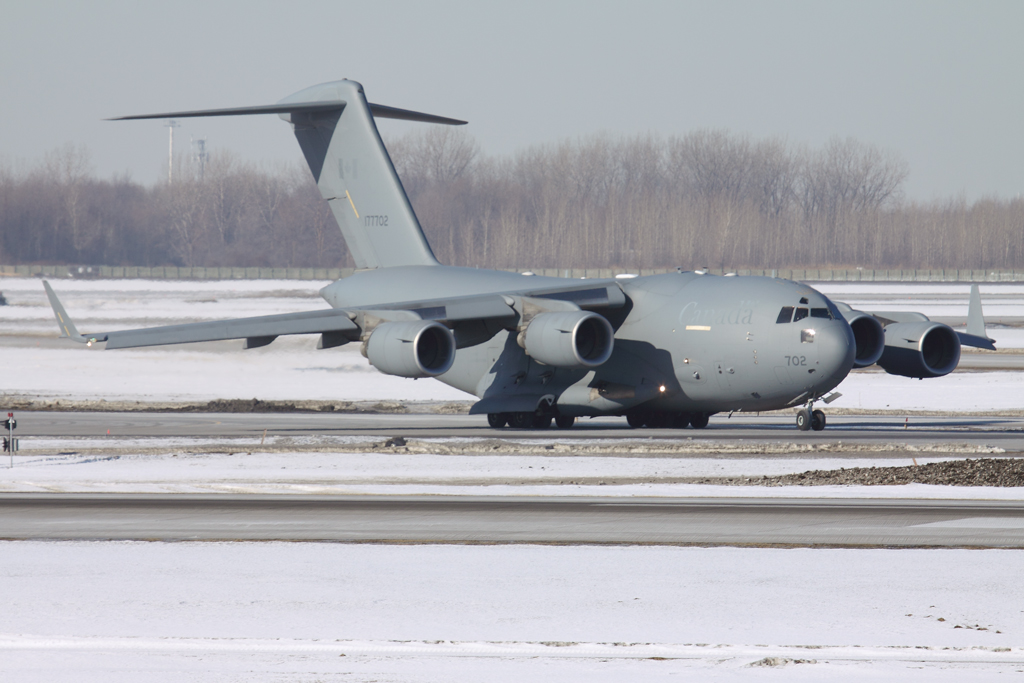
Opération Hestia: Un CC-177 Globemaster III Canadien part de Montréal pour Port-au-Prince

L'opération Hestia (Operation Hestia en anglais) est l'opération militaire canadienne destinée à aider Haïti après le séisme de 2010 en Haïti.

## Effectifs

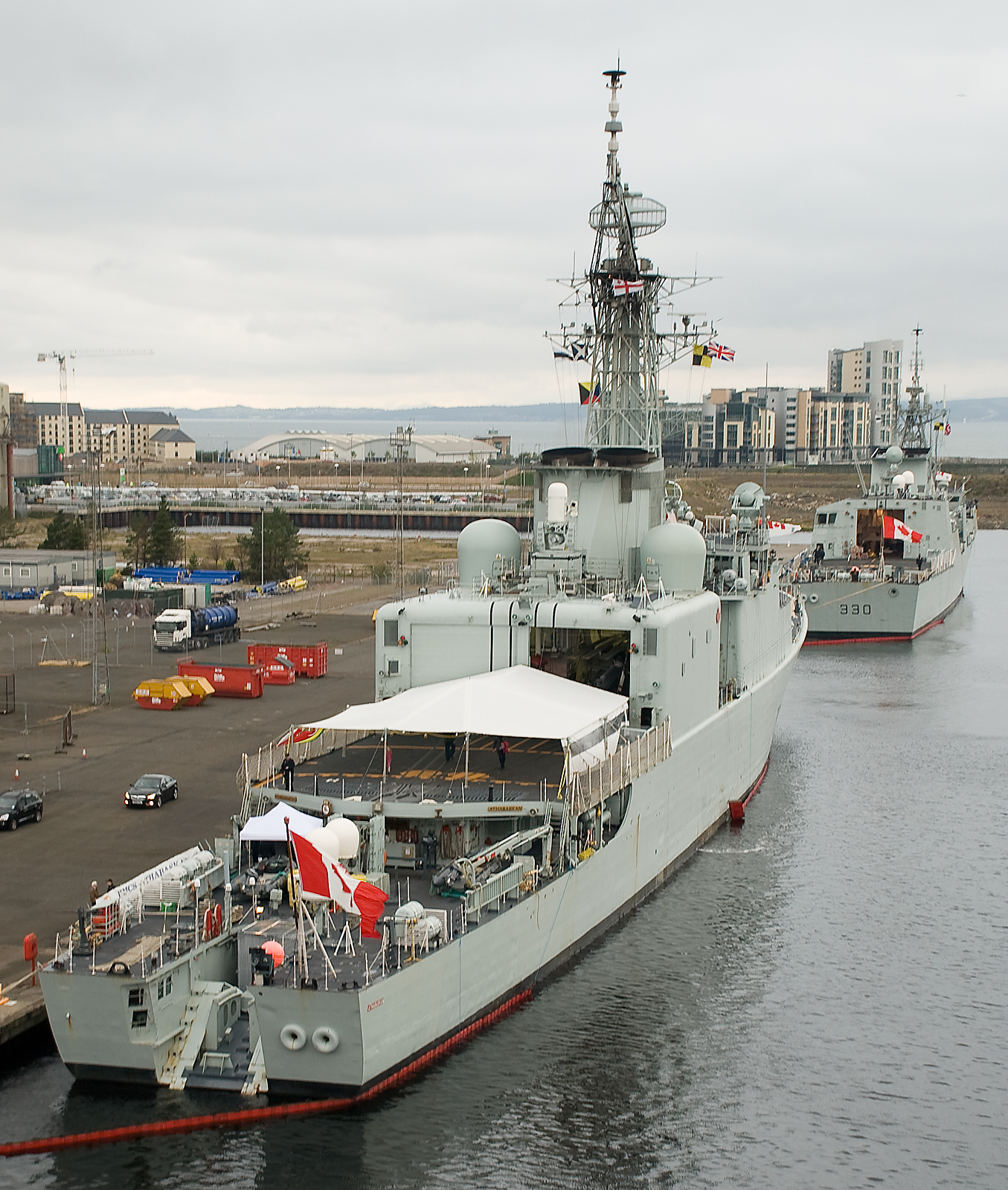
NCSM Athabaskan et le NCSM Halifax

Les Forces canadiennes ont déployé environ 2 000 personnes de la base navale d'Halifax, sous le commandement du capitaine Art McDonald, comprenant :
- le contre-torpilleur[4]HMCS Athabaskan[1], avec deux hélicoptères CH-124 Sea King
- la frégate[4]NCSM Halifax, avec un hélicoptère CH-124 Sea King[1]
- six hélicoptères CH-146 Griffon de la base de Kingston
- l'Équipe d'intervention en cas de catastrophe des Forces canadiennes (EICC, connue sous l'acronyme anglais DART) avec trois purificateurs d'eau par osmose inverse
- une équipe de techniciens en recherche et sauvetage et de pompiers de tous les coins du Canada
- un détachement de la police militaire
- un groupe de l'armée de terre venant surtout de la Base des Forces canadiennes Valcartier au Québec, comprenant :
  - le Quartier général
  - un escadron de signal
  - un bataillon d'infanterie légère provenant du Royal 22e Régiment
  - l’Élément de soutien inter-armé, provenant majoritairement du 5e Bataillon des services du Canada, offrant les services de soutien au combat, la police militaire et les services de génie de construction.

## Chronologie
Le contre-torpilleur HMCS Athabaskan a été envoyé à Léogâne et la frégate NCSM Halifax a été envoyé à Jacmel (ville natale du gouverneur général Michaëlle Jean).
Ils sont tous deux arrivés à leur destination respective le lundi 18 janvier 2010. 
Le Royal 22e Régiment a quitté la Base des Forces canadiennes Valcartier le mardi 19 janvier 2010 pour Haïti.
Les forces armées canadiennes remettaient en fonction de l'aéroport de Jacmel le 20 janvier 2010.
NCSM Halifax a quitté Jacmel pour BFC Halifax sur 19 février 2010.
NCSM Athabaskan a quitté Léogâne pour BFC Halifax, il doit accoster à Halifax le 17 mars 2010.